# George Finlayson
George Finlayson (Thurso, Escocia, 1790 - 1823) fue un botánico, y explorador escocés. Fue uno de los mejores naturalistas de su época, y se destacó por sus estudios pioneros de las plantas, animales y personas del sur de Tailandia y la península malaya.

## Biografía
Era aborigen de Thurso, fue secretario del Dr. Somerville, jefe del cuerpo médico del ejército en Escocia, y después con el Dr. Farrel, jefe del cuerpo médico del ejército en Ceilán. Luego fue trasladado a Bengala, y unido al 8º de Dragones Reales como ayudante-cirujano en 1819. En 1821-2 acompañó a la misión comercial de Crawfurd a Siam (hoy Tailandia) y Cochinchina (hoy Vietnam) como naturalista, retornando a Calcuta en 1823. En ese momento su estado de salud se comprometió completamente. Murió en el pasaje de Bengala a Escocia en agosto de 1823.
La revista, que se había mantenido durante la misión fue editada, con una nota preliminar sobre el autor, por Thomas Stamford Raffles, y publicado en 1826 bajo el título The Mission to Siam and Hue, the capital of Cochin China, in the years 1821-2, from the Journal of the late George Finlayson, Esq., 

## Honores

### Eponimia
El pájaro garganta rayada Bulbul (Pycnonotus finlaysoni) se nombró en su honor.
- La abreviatura «Finl.» se emplea para indicar a George Finlayson como autoridad en la descripción y clasificación científica de los vegetales.[8]